# Dinozé
Dinozé je francouzská obec v departementu Vosges, v regionu Grand Est.

## Historie
Obec vznikla 13. března 1932. Na území obce se nachází americký hřbitov s hroby 5 255 vojáků, kteří padli během 2. světové války.[zdroj?]

## Vývoj počtu obyvatel
Počet obyvatel

## Osobnosti obce
- Camille Krantz, politik